# Louis-Thomas Achille
Louis Thomas Achille (Fort-de-France, 31 août 1909 - Lyon, 11 mai 1994) souvent appelé Louis T. Achille, est un intellectuel, professeur et chanteur français, d'origine martiniquaise. Acteur important du mouvement  de la Négritude, il collabore avec ses cousines Jane et Paulette Nardal à la fondation de La Revue du Monde Noir. Après la Seconde Guerre mondiale, il s'installe à Lyon et enseigne en khâgne au lycée du Parc. Il y fonde une chorale en langue anglaise, le Parc Glee Glub, spécialisée dans les negro spirituals.

## Biographie
Achille nait le 31 août 1909 à Balata, Fort-de-France, fils de Louis Achille, professeur associé à l'université.
Il  poursuit ses études à Paris en khâgne, au lycée Louis-le-Grand où il côtoie Etiemble, Paul Guth, Thierry Maulnier, Robert Merle, Henri Queffelec, Roger Vailland, Georges Pompidou, Léopold Sédar Senghor, Aimé Césaire.
À la fin des années 1920, Achille rejoint le « cercle d'amis » du dimanche de ses cousines, les sœurs Nardal, dans leur maison de Clamart.
En 1930, il adhère au mouvement catholique des Compagnons de Saint-François.
Dans les années 1930, Achille enseigne la langue et la littérature françaises à l'Université Howard de Washington, DC, et à l'Université d'Atlanta.
De 1943 à 1945, il combat pour les Forces françaises libres.
Agrégé d'anglais en 1945, il est affecté, en 1946, au lycée du Parc, à Lyon, où, devenu professeur de chaire supérieure, il enseigne jusqu'à sa retraite, en 1974.
Il se marie en septembre 1947 avec Paulette Marie Dominjon. Un fils nait en 1948 de cette union. Après le décès de sa première épouse en 1950, il  épouse en secondes noces Monique Pouzet, en 1952. Ils ont trois enfants nés en 1953, 1954 et 1960.
Achille participe au premier congrès des écrivains et artistes noirs à Paris en 1956. Il y pose la question de savoir si les Africains doivent se dire Noirs, « expression qui, en effet, a été imposée de l'extérieur, par les nations colonisatrices ».
Il meurt 11 mai 1994 à Lyon.
En avril 2022, sa collection de documents et de musique est donnée à la bibliothèque municipale Part-Dieu de Lyon .

## Œuvres
- « L'Art et le noir », Revue de Monde noir, n° 2 (décembre 1932), pp. 28–31
- « L'Artiste noir et son peuple », Présence africaine, Nouvelle série, 16 (octobre-novembre 1957), pp. 32–52
- « In Memoriam : Paulette Nardal », Présence africaine 133-134 (1985)